# WWE Fatal 4-Way
 Der er for få eller ingen kildehenvisninger i denne artikel, hvilket er et problem. Du kan hjælpe ved at angive troværdige kilder til de påstande, som fremføres i artiklen.

Fatal 4-Way var et pay-per-view-show inden for wrestling produceret af World Wrestling Entertainment. Det blev afholdt første gang d. 20. juni 2010 i Nassau Veterans Memorial Coliseum i Uniondale, New York. Showet var ét af mange nye pay-per-view-shows, som WWE introducerede i 2009 og 2010 som erstatning for tidligere månedlige pay-per-view-shows. I den forbindelse fungerede Fatal 4-Way som direkte erstatning for WWE's The Great American Bash, der var blevet afholdt i juni fra 2004 til 2009, men allerede fra 2011 blev showet erstattet af et nyt pay-per-view-show, Capitol Punishment. I 2012 vendte Fatal 4-Way tilbage som erstatning for Money in the Bank.
Showets koncept går ud på, at nogle af titelkampene (primært VM-titelkampene) blev afgjort i en kamp med fire deltagere – en kamp, som WWE kalder for en fatal four-way match. Disse kampe skiller sig ud fra almindelige kampe, fordi den regerende mester kan tabe kampen – og bæltet – uden at blive pinned eller give op. 

## Resultater

### 2010
Fatal 4-way 2010 fandt sted d. 20. juni 2010. 
- WWE Intercontinental Championship: Kofi Kingston besejrede Drew McIntyre
- WWE Divas Championship: Alicia Fox besejrede Gail Kim, Maryse og Eve i en fatal four-way match
- Evan Bourne besejrede Chris Jericho
- WWE World Heavyweight Championship: Rey Mysterio besejrede Jack Swagger, CM Punk og Big Show i en fatal four-way match
  - Det var anden gang, at Rey Mysterio vandt VM-titlen.
- WWE United States Championship: The Miz besejrede R-Truth
- The Hart Dynasty (Tyson Kidd, David Hart Smith og Natalya) besejrede The Usos (Jimmy og Jey Uso) og Tamina
- WWE Championship: Sheamus besejrede John Cena, Randy Orton og Edge i en fatal four-way match